# Fragili fiori ... livan
Fragili fiori ... livan è un live di Ivan Graziani pubblicato nel 1995, "livan" essendo una crasi tra le parole "live" e "Ivan". Alle esibizioni dal vivo di alcuni suoi grandi successi si aggiungono le prime quattro tracce e l'ultima della playlist che sono brani inediti registrati in studio.

## Tracce
1. Fragili fiori – 3:37
2. Lanutella di tua sorella – 5:20
3. Buona fortuna (io scendo qui) – 3:52
4. Bum! Bum! Bum! – 4:06
5. Fuoco sulla collina – 8:31
6. Dada – 6:18
7. Poppe poppe poppe – 5:40
8. Lugano addio – 4:53
9. Minù Minù – 4:06
10. Il topo (Signore delle fogne) – 5:04
11. Agnese – 3:50
12. Maledette malelingue – 4:17
13. Pigro – 3:28
14. Il chitarrista – 8:36
15. Firenze (canzone triste) – 5:25
16. Eri bella – 3:53